# Rio Dja
O rio Dja (também conhecido com o nome rio Ngoko) é um rio na África Central ocidental, que define parte da fronteira Camarões-República do Congo e tem cerca de 720 km de comprimento.
O rio Dja nasce a sul da localidade de Abong Mbang (pop. estimada em 2004 de 19.000 habitantes), na Região Leste dos Camarões. Primero dirige-se na direção oeste e depois, após quase 200 km, passa a seguir a direção leste, descrevendo uma curva fechada que define o limite da Reserva Zoológica de Dja, declarada em 1987 pela Unesco como Património Mundial da Humanidade (5.260 km²).
No trecho final da reserva, o rio também define, para um curto segmento, a fronteira entre as regiões Leste e Sul dos Camarões, mas não entra nesta região. Vira para udeste e depois de um curto trecho chega à fronteira com a República do Congo. Ao longo da parte final do seu curso, na direção leste-sudeste, o rio formará a fronteira natural entre os Camarões e o Congo (especificamente, com a região de Sangha).
Passa perto da pequena cidade congolesa de Ngbala e depois recebe à direita o rio Mombué, e a partir daqui o rio é conhecido como Ngoko. Chega à cidade camaronesa de Moloundou, onde recebe pela direita o rio Como. O rio é navegável a partir daqui até que finalmente escoa na margem direita no rio Sangha próximo, a montante, da pequena cidade congolesa de Ouesso (com uma população estimada de 2400 em 2005), capital da região de Sangha. Ouesso está ligado a Brazzaville por ferry e há um pequeno aeródromo.